# 막당중
막등용(베트남어: Mạc Đăng Dung / 莫登庸, 1470년 ~ 1541년)은 대월 막조의 제1대 황제(재위: 1527년 ~ 1529년)이다. 묘호는 태조(太祖), 시호는 인명고황제(仁明高皇帝), 소조(昭祖)로 추존된 막격(莫檄)의 아들이다.
자신이 태어나 자라고 봉록을 먹던 국가를 무너뜨린 찬탈자라는 평과 반대로 부패해가던 황권과 대월 정치를 재건하고 사회의 안정에 앞장선 명군이라는, 이중적인 평이 존재한다. 근대 이전까진 그가 세운 막 왕조와 더불어 비정통, 찬탈자, 중국에게 굴복한 겁쟁이라는 악평이 대다수였으나 현대에 들어 연구가 활발해지자 그의 업적 또한 확인되어 재평가가 이루워졌다.

## 생애

### 집안 내력과 초기
막당중은 1483년 12월 22일 막힉의 아들로 태어났다. 엄청난 재능을 손보였다고 전해지는 시인 막딘찌, 명나라가 대월을 복속했을 당시 명의 관직을 지낸 막투이의 5대손이지만 막당중이 태어난 당시 집안 사정은 어려워졌기에 막당중은 어업에 종사하며 살았다. 가난했지만 막당중은 건장하고 무예가 뛰어났으며 무과에 급제하여 숙위가 된다. 위목제 시기 위목제와 가까워져 위목제 호위군의 총 지휘관이 되었고, 그가 축출된 이후 양익제에게 천무위도지휘사, 무천백에 진봉되면서 황실과 가까워지기 시작한다.

### 두각을 드러내다

#### 출세가도
어느날 찐주이산이란 자가 양익제의 폭정을 문제삼아 양익제를 시해하는 일이 벌어진다. 그러곤 찐쭈이산은 양익제의 조카인 레꽝찌를 황제로 옹립시켰지만 찐주이다이가 레꽝찌를 납치하고 그의 형제들을 죽여버리고 만다. 그리고 양익제의 죽음에 반발한 응우옌호앙주가 탕롱을 공격하자 찐쭈이산은 레꽝찌의 뒤를 이어 여의(소종)를 즉위시킨다.
한편, 전부터 황제를 참칭한 쩐까오의 세력이 황실의 혼란을 틈타 탕롱을 공격해왔고 소종은 여러 제후들에게 쩐까오를 토벌을 명한다. 마침내 양익제 대부터 이어진 쩐까오의 반란은 응우옌호앙주, 쩐쩐 등이 쩐까오 세력을 격파하지만 머지 않아 응우옌호앙주와 쩐쩐은 권력다툼을 벌이게 된다. 결국 쩐쩐은 권력투쟁에서 승리하여 전권을 장악한다.
쩐쩐은 황실을 허수아비로 전락시킬 만큼 강해졌고 이 시기의 막당중 역시 자신의 아들 조아인을 쩐쩐의 딸과 혼인시킬 정도로 쩐쩐을 두려워 했을 정도였다. 그와중에 누군가가 다음과 같은 시를 지었다.
쩐쩐이 황위를 찬탈하여 명군이 될 것이다. 

시의 내용을 들은 일부 신하들은 소종에게 그를 죽이는걸 권했고 마침내 소종은 쩐쩐을 궁으로 유인한 다음 암살한다.
그러나 쩐쩐의 죽음에 반발한 쩐쩐의 잔당은 반란을 일으켜 탕롱을 약탈하는 등 폭주하기 시작한다. 소종은 가림현 보제진으로 피신해 응우옌호앙주에게 반군을 저지하라 명했으나 응우옌호앙주는 명을 듣지 않았다. 부득이하게 소종은 막당중을 떠올렸고 그에게 병권을 맡긴다. 막당중은 소종을 보제진으로 맞이하고 반군에게 승리했으며 주요 인물 3명을 처형시켰다.
그 후 막당중은 보제진이 남은 쩐씨 세력들과 가깝다고 생각하여 자주(慈州)로 소종을 맞이한다. 어사대, 부도어사가 막당중의 결정에 반대하자 막당중은 그들을 죽여버린다.
한편, 찐뚜이, 응우옌낀(阮敬)은 레방을 옹립하여 조정에 대항하기 시작한다. 막당중은 이번에도 진압에 나섰지만 전과 달리 손쉽게 반군을 제압하지 못한다. 그 모습을 본 소종은 다시 응우옌호앙주를 불러 진을 치게 하였다. 응우옌호앙주는 청화병(清化兵)을 이끌고 막당중은 산의 남쪽에서 군대를 이끌었다.
이 중 응우옌호앙주는 참패하여 소종은 어쩔 수 없이 막당중을 더욱 중용할 수 밖에 없었고 그를 제영사(诸营事)로 파견하여 완앙(阮盎) 반군을 토벌하기 위한 모든 병마를 관리하게 했다. 마침내 1519년 막당중은 승기를 잡고 반군에게 승리했으며 막당중은 공을 인정받아 명군공(明郡公)에 봉해졌다. 패배한 완앙 등은 막당중에게 붙었고 막당중은 점점 세력을 키워 나갔다.
1521년 막당중은 인국공(封國公)으로 봉해졌고 황실의 군권을 장악하였으며 진승(陳昇) 잔당도 완전히 진압했고 다음해엔 여극망(黎克纲), 여백효(黎伯孝)의 반란을 진압했다. 많은 반란을 진압하고 그 과정에서 세력을 불려나간 막당중은 황제마저 건들 수 없는 황실의 실권자가 되었다.

### 안흥왕(安興王)

#### 황위를 넘보다
막당중은 서서히 찬탈의 기회를 엿보고 있었다. 소종을 통제하기 위해 딸을 궁중에 보내서 소종을 시중들게 했는데, 사실 소종의 일거수일투족을 감시하기 위한 것이였다. 막당중은 장남 조아인을 제후에 봉하고 금광전(金光殿, 대궐 이름)을 보게 하였다.
실로 강대해진 막당중은 거만해지기 시작했고 무려 본인이 행차할 땐 화려한 수레를 탔는데, 흡사 그 모습이 마치 천자와 같았다. 완구(阮構), 염거(覃舉)라는 자들이 당중의 행동거지를 비판하자 당중은 그들을 죽여버린다. 결국 소종은 분개하여 1522년 팜히엔(范獻), 팜트(范恕) 등과 공모하여 막당중 제거 계획을 시행하다 얼마 되지 않아 홀로 탕롱을 탈출한다.
막등용이 이를 알아채고 황유악(黃惟岳)을 보내 소종을 추적하게 하니 소종은 군대를 보내 저항, 황유악을 죽였다. 그러자 막당중은 소종이 간신에게 외지로 납치당했다고 선포한 뒤, 소종의 동생 레쑤언을 황제로 옹립했다. 그 후, 막당중은 소종을 폐위, 타양왕(陀陽王)으로 강등시키고 여러 차례 공제를 협박하여 찐뚜이, 소종을 공격했다. 막당중은 1524년 평장군국중사(平章軍國重事)로 승진했고 1525년 도읍에 임명되어 천하의 병영을 장악하고 소종을 체포한 뒤 탕롱에 압송시킨 후, 다음 해 부하들을 시켜 소종을 시해한다.
이 시기 막당중의 세력이 북중에 널리 퍼져있었고 마침내 막당중은 찬탈을 결정한다. 이미 1524년 평장으로 임명됐을 때 찐 세력의 지지를 구했고 1527년 조정은 당중의 뜻에 따라 구석(九锡)을 주고 안흥왕(安興王)에 봉했다.
막당중은 얼마 후엔 주 문공이 주 성왕을 보좌하는 것을 칭송하는 시를 한 편 만들어 자신에 비유했고 고제(古齋)에서 탕롱으로 향한 후, 마침내 자신의 판 아래 모든 군신들이 공제에게 선위를 건의하게끔 했다. 막당중에게 욕설을 퍼붓고 무예(武睿) 등 후 레 왕조에 충성하는 신하들이 불복했으나 그런 자들은 모두 처형당했다.

### 막조건국

#### 새로운 대월의 황제
1527년 4월, 막당중은 공황의 선위를 받아 막 왕조를 건국하고 명덕(明德)으로 개원했다. 동시에 레 공황은 공왕(恭王)으로 강봉당했으며 얼마 후 막당중은 그를 협박해 태후 정씨(鄭氏)와 자살하게 만들었다. 즉위 초 막당중은 자신의 찬탈에 반발하여 소란이 일어날까 두려워 찬탈 초기에는 후여조의 법도를 지키며 후여조 유신의 지지를 구하려 했다.
그러나 대부분의 후여조 신하들은 외국으로 도피하거나 이름을 감추고 어떤 이는 도적이 되기도 했다. 응우옌호앙주의 양자인 응우옌낌(완감)이 라오스로 피신, 후 레 왕조의 부활을 꾀했으며 막조 최대의 적대 세력으로 남게 된다. 정세가 안정되자 수도를 하노이로 옮기고, 군사체제, 토지 제도, 녹제를 개혁했으며, 3년 후에 노령을 이유로 아들 태종 막등영(太宗 莫登瀛)에게 양위했다. 이후 태상황을 자처한 뒤, 상광전으로 물러나 어업으로 시간을 보냈다. 그리고 아들 등영이 1540년 자기보다 먼저 사망하자 손자 복해를 세워 섭정을 계속한다.

#### 후여조유신의 부흥운동
같은 해 1530년, 후여조 종실의 외손을 자처한 청화인 여의(黎意)가 자주(椰州)에서 소종의 연호(광소) 부활을 선언한다. 후여조의 유신들이 그 휘하에 붙으면서 짧은 사이에 각 군현이 호응하여 병사가 수만 명에 달하고 말들이 강을 뒤덮을 수준이였다. 태상황 막당중이 몸소 군대를 동원했지만 연전연패하여 탕롱에서 퇴각할 수 밖에 없었고 막국정(莫國楨)에게 방어를 맡겼으나 패배했고 여의는 서도성(西都城)으로 쳐들어갔다.
막당중은 이를 알아채고 군대를 거느린 후 친히 징집하여 막국정과 함께 협공했으나 패배했고 아들 막당조아인은 탕롱으로 퇴각한다. 이때 여의는 대승으로 명성을 떨쳤으나 해이해져 향락을 즐기게 된다. 이 틈을 타 막국정은 여의를 붙잡고 여의는 탕롱에 압송된 뒤 거열형에 쳐해 죽는다.
여의의 잔여 세력은 응우옌낌(완감) 쪽으로 도망쳤고 소종의 아들을 자칭하는 황족 레닌(장종)을 옹립하여 후여조 황실을 다시 재건한다.
막당중은 후여조 유신의 반란을 막기 위해 전 국민이 갖고 있는 총검과 날카로운 칼 등 각종 무기를 몰수하고 이를 어긴 자는 법에 따라 처벌하라고 지시하였다. 이후 치안 상황이 어느정도 호전되면서 노불습유(路不拾遺)와 같은 현상이 연출되기도 했다.

#### 명나라에 대한 책봉 문제
이전에 막등용의 기세에 밀려 산시성으로 레 소종이 도망가자 소종의 모후 정씨(鄭氏), 소종의 동생 레 공황은 탕롱(승룡)에 남았고 막등용이 레씨 황실을 위협하자 명나라에 막등용이 황제(안남 국왕)를 쫓아냈음을 알렸다. 당시 막 즉위한 명나라의 세종 가정제는 손승은(孫承恩)에게 명령하여 유돈(俞敦)을 보내 조서를 안남에 전달하려 했으나 안남에서 소종과 막당중 간의 내분이 일어나자 흐지부지되었다.
이후 1525년 소종은 명나라에 공물을 보내 자신을 지원해 줄 것과 다시 안남 국왕으로 책봉해줄 것을 청하여 막등용에게 대항하려 했으나 막등용의 방해로 이마저도 실패했고, 막등용은 다음해 흠주(欽州) 판관 당청(唐淸)에게 뇌물을 주어 자신의 괴뢰인 공제의 안남 국왕 책봉을 기도했으나 당청이 양광 총독 장정(張嵿)에게 체포당해 수포로 돌아갔다.
1528년 막등용이 찬탈에 성공하여 명나라의 책봉을 받아 정통성을 챙기기 위해 직접 명나라 조정에 입조하여 레씨 자손이 없어 황위를 계승할 사람이 없고, 또한 군신과 백성들의 지지를 받고 있으니 안남 국왕 책봉을 요구했다. 가정제는 안남으로 사람을 보내 상황을 조사하게 했는데 사신이 막등용이 사실은 찬탈했고, 그 말이 거짓말이란 걸 알게 되자 막등용은 명나라의 정벌을 두려워해 막대한 뇌물을 바치고 나서야 관계가 완화되었다. 이후 적지 않은 후 레 왕조의 유신들이 명나라로 도망가 레씨 왕조를 부활시킬 것을 요구했으나 막등용이 명나라의 국경을 지키는 관리들에게도 뇌물을 주어 모든 가능성을 차단시켰다.
1533년 완감의 지지로 즉위한 소종의 아들 레 장종은 레씨 대월의 부활을 선포하면서 명나라에 정유료(鄭惟僚)를 파견하여 자신이 소종의 아들임과 막등용의 찬탈을 알렸다. 모든 진실을 알게 된 가정제는 막등용의 10대 죄목을 열거한 후 안남을 정벌하려 했으나 신하의 간언으로 그만두었다. 그러나 얼마 후 운남 순무 왕문성(汪文盛)이 막 왕조의 간첩을 붙잡자 격노한 가정제가 다시금 안남을 정벌하려 했고 왕문성이 막씨 부자를 사로잡는 자에겐 현상금을 지급한다는 지명 수배지를 뿌리자 막등용은 이미 남쪽엔 중흥 후 레 왕조가 있는데 명나라를 적으로 만들어 양면전쟁의 형국이 되면 파멸될 것을 예상했기에 사신 완문태(阮文泰)를 보내 모든 사실을 인정하고 무조건 항복을 청했다. 
이후 1540년 태상황 막등용은 조카 막문명(莫文明)과 신하 40여명을 거느린 채 왕문성에게 대월의 토지대장, 모든 장적 및 나라의 중요 문서와 고평(까오방) 일대, 자국의 특산물 등 막대한 뇌물을 바치면서 이전처럼 항복의 자세를 갖추었다. 그런데 문제가 되는 건 막등용이 자신을 밧줄로 묶어 죄인처럼 보이게 하여 절대적인 충성을 넘어 비굴한 태도를 보였다는 점이었다. 일국의 황제가 명목상 종주국의 황제도 아닌 일개 관원에게 굴욕적인 태도를 보이며 충성을 맹세한 자세는 이후 베트남 역사학자들에게 비난받는 이유가 되었다.
막등용은 명나라에 절대적인 충성을 보였고, 명나라는 마지못해 막등용을 안남의 통치자로 인정해주었다. 하지만 명나라는 막등용을 격이 높은 안남 국왕이 아닌 그보다 격이 떨어지는 안남도통사(安南都統使)로 봉했다.

#### 치적
막당중이 세운 막 왕조는 짧은 역사에도 불구하고 서구와의 무역이 시작되어 상업이 크게 발달했고, 여성 인권을 개선시켜 당대의 다른 동아시아 국가와 달리 진취적인 면모를 보여주었으며 막당중은 병제, 전제, 녹제를 개혁했고 멸망한 구 여씨 왕조의 여성종의 업적을 인정해 당시 만들어진 법률의 수정본인 황조관제전례(皇朝官制典例)를 만들었다. 그 외에 화폐의 제조 방식을 바꾸고 옛 화폐 방식으로 주조하게 했으나 이질물을 섞어 만든 화폐의 통용으로 공용화되지 못했다.
찬탈자라 비판받는 막당중은 기울어진 대월을 재건하고 각종 업적으로 전성기를 이끌었다는 점에서 현대에 재평가를 받았다.

#### 사망
1541년 후여가의 장종은 완감, 정검, 정공능(鄭公能), 외세영(賴世榮)을 파견, 서도청화를 공략해 남부의 광대한 땅을 차지하고 서도에 후 레 왕조를 재건한다. 후여조의 유신들이 줄줄이 그곳으로 달려가고 영토를 양분하면서 베트남은 남북조시대로 접어들게 된다. 이듬해 9월 11일 막등용은 57세로 사망한다. 손자 막푹하이(헌종)가 친정을 시작했으며 시신은 안릉(安陵)에 안장되었다.
그의 죽음은 혼란 종식의 뜻이 아니였다. 그의 죽음을 기점으로 여씨 부흥군도 수장이 아닌 황제를 칭했고 막씨와 여씨의 전투도 심화되었으며 결국 그가 세운 막 왕조는 1592년 사실상 멸망하고 중국의 중재로 까오방 지역만 통치하는 지방정권으로 전락한다.

## 평가
찬탈자이기 때문에 사관은 막 왕조 황제들의 정통성을 인정하지 않고 각박한 평을 남겼다. 근세 베트남 역사학자 진중김(陳仲金)은 그를 매국노로 평했고 베트콩 학자들의 막당중에 대한 평가 역시 저조하며, 명나라에 굴복했다는 사실은 파렴치하다고 평했다.

## 참고 자료
- Mạc Đăng Dung
- 莫登庸
- 막등용
- 성종(聖宗) 보관됨 2020-07-13 - 웨이백 머신

| 전 임 (초대) | 제1대 대월 막조의 황제 1527년 ~ 1529년 | 후 임 막등영 |